# Arkona
Arkona (em russo:  Аркона) é uma banda russa de folk metal, formada em Moscou. Há uma grande influência do folclore russo e da mitologia eslava em suas letras, e sua música incorpora instrumentação tradicional russa. Há ainda presença constante de coros como back vocal, algo também típico da música russa. Todas as composições da banda são cantadas e batizadas em russo, sendo seus álbuns também nomeados nesta língua e com todas as escritas em alfabeto cirílico.

## História
Em 2002, na capital russa, Moscou, a vocalista Masha, na época integrante da banda Bloody Mary, fundou um grupo de heavy metal chamado Hyperborea. Como o Bloody Mary era uma banda de gothic metal e Masha estava mais interessada em se dedicar a criar músicas voltadas ao folclore eslavo, ela teve que criar uma nova banda, da qual os integrantes da Bloody Mary optaram em não participar; mas para cooperar com Masha, eles gravaram a primeira demo, juntamente com ela. Pouco tempo após o surgimento de sua nova banda, a mesma passaria a se chamar Arkona, nome que faz referência à última cidade-castelo eslava, destruída em 1168 pelo cruzado Absalon e pelo imperador Valdemar, o Grande, da Dinamarca. O primeiro trabalho a ser lançado pela banda foi uma demo chamada Rus, em 2003, contendo apenas três músicas e totalizando pouco mais de 16 minutos de duração.

### Primeiros álbuns

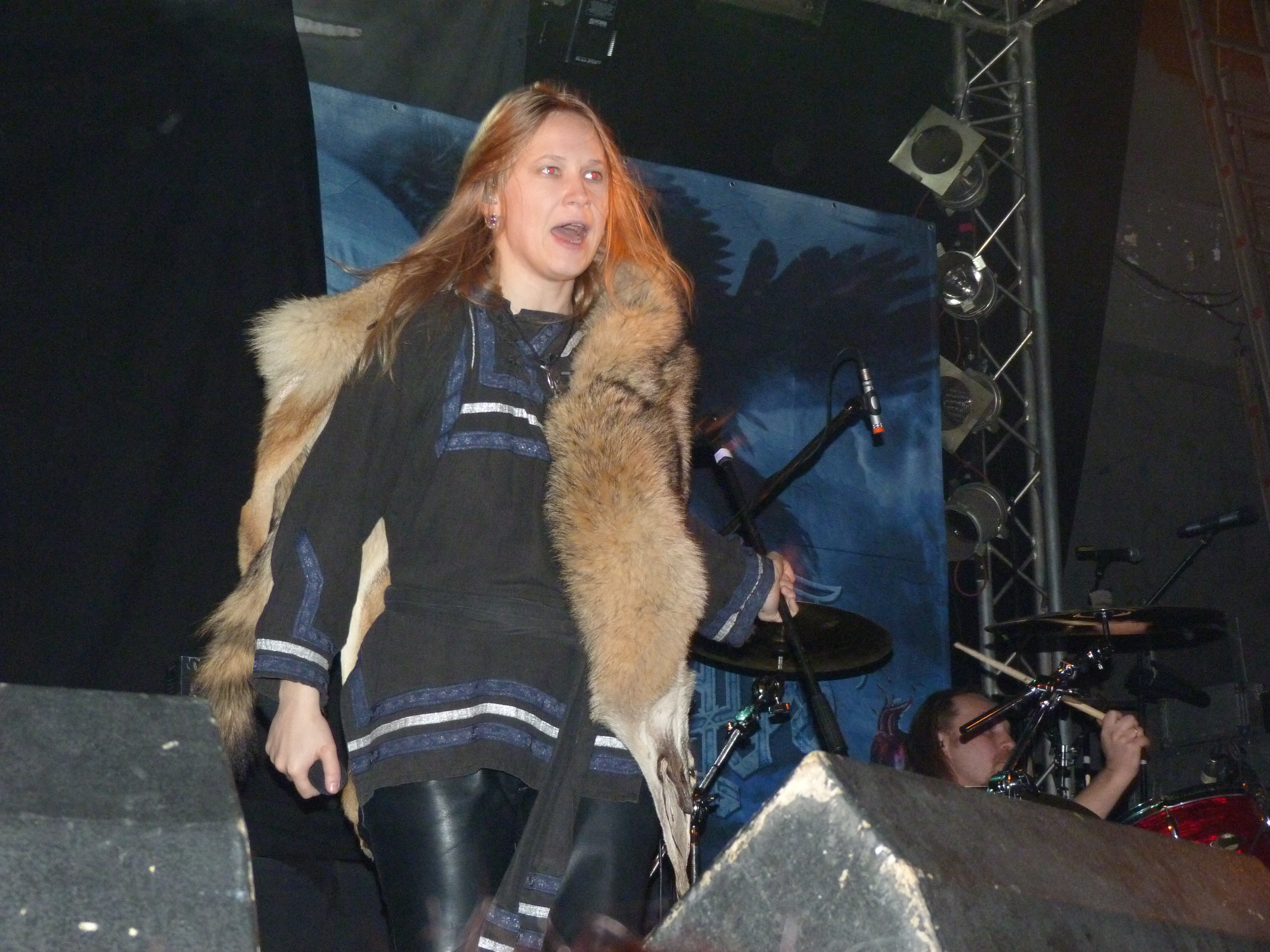
Maria 'Masha Scream' Arkhipova

Em 2004, a banda lançou seu primeiro álbum, batizado como Vozrozhdenie (Revivificação, em português), contendo doze composições. Predominantemente, a banda abordava como tema a história dos povos eslavos. Surpreendentemente, ainda em 2004, o Arkona lançou um segundo álbum, que receberia o nome de Lepta (que significa Contribuição), com nove músicas. Em setembro de 2005, o Arkona volta a lançar um álbum, desta vez com o trabalho recebendo o nome de Vo Slavu Velikim!, trazendo nada menos que quatorze novas composições e participações especiais de músicos de outras bandas russas como Svarga, Marvent e Alkonost. Em 15 de março de 2006, o Arkona lançou, simultaneamente, seu primeiro DVD e seu primeiro álbum ao vivo, ambos recebendo o nome de Zhizn Vo Slavu. O DVD continha onze músicas gravadas durante um show no Relax Club, em Moscou, enquanto o álbum trazia quatorze faixas. As onze primeiras eram gravadas ao vivo, durante um show realizado pela banda em 23 de outubro de 2005, em Moscou. As três faixas seguintes eram todas da demo lançada pela banda em 2003.

## Ot Serdtsa K Nebu e Outros Frutos
Em 31 de outubro de 2007, o Arkona lançou o álbum Ot Serdtsa K Nebu (que significa Do Coração Para o Céu), considerado um dos melhores trabalhos da banda. O trabalho é também considerado um divisor de águas para o grupo, que passou a ser muito mais conhecido no exterior após o lançamento do mesmo. O álbum, gravado entre maio e setembro de 2007, trazia onze novas composições e participação de vários músicos e cantores formando corais. Em 31 de dezembro de 2008, um pequeno susto: o baterista do Arkona, Vladimir Sokolov, foi atropelado por um automóvel, que se movia em alta velocidade. Sokolov chegou a ser internado em um hospital, mas foi liberado, quando se constatou que ele não havia sido ferido com gravidade. Em 11 de fevereiro de 2009 o Arkona lança seu segundo DVD, de nome Noch Velesova, contendo trinta músicas gravadas ao vivo em Moscou, em 31 de outubro do ano anterior, por ocasião do lançamento do álbum Ot Serdtsa K Nebu. O DVD foi lançado, ao longo de maio e junho em países como Finlândia, Espanha, Alemanha, Áustria, Suíça, França, Itália, Suécia, Canadá, Estados Unidos, entre outros. O Arkona se tornou, então, a primeira banda da Rússia a ter trabalhos lançados em todos estes países. Ainda em 2009, o Arkona lança o álbum Poem Vmeste, contendo quinze músicas. Contudo, as músicas contidas no trabalho eram algumas das principais faixas compostas pela banda, revisitadas sem a parte vocal. Era, desta forma, um álbum para karaokê.

## Goi, Rode, Goi e Além

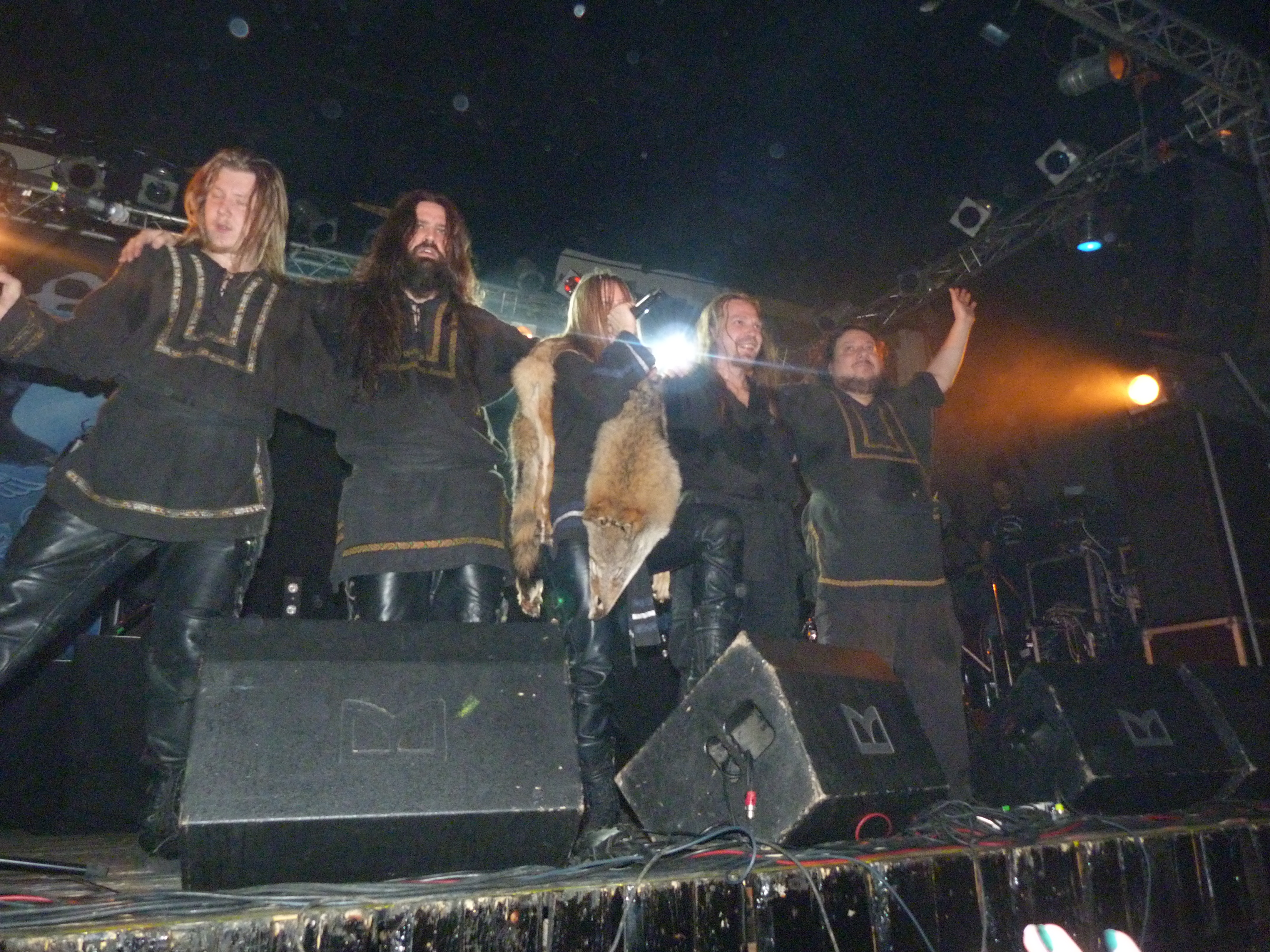
Arkona em Budapeste, 2014

Em 28 de outubro de 2009 o Arkona lança o álbum Goi, Rode, Goi, que foi muito bem recebido pela crítica. O trabalho foi produzido por Masha "Scream", vocalista do Arkona, e por Sergey "Lazar", guitarrista da banda. Entre os músicos participantes que fizeram parte como convidados para a gravação do trabalho, se encontram integrantes de grupos como Heidevolk, Tverd, Skyforger, Obtest, Månegarm, Kalevala, Rarog, Menhir e Svarga, cantando ou tocando instrumentos tradicionais da cultura eslava. Ao todo, o trabalho contou com a participação de mais de quarenta convidados. O álbum continha quatorze das principais músicas até então compostas pela banda,[carece de fontes?] criando terreno fértil para uma promissora turnê internacional. O nome do trabalho faz referência a Rode, um deus eslavo considerado o criador do Universo. Após o lançamento de Goi, Rode, Goi o Arkona passou a colher alguns frutos de sua promissora carreira. Neste contexto, o Arkona pode ser considerada uma das mais bem sucedidas bandas da Rússia, pois já realizou uma série de apresentações em diversos países. Entre 2007 e o final de 2010, o grupo gravou quatro videoclipes oficiais, respectivamente para as músicas Slavsia, Rus (do álbum Od Serdtsa K Nebu), Goi, Rode, Goi, Liki Bessmertnykh Bogov e Yarilo (todas estas do álbum Goi, Rode, Goi). Ainda em 2010, o Arkona apresentou-se no festival Paganfest, ao lado de bandas como Finntroll, Eluveitie, Dornenreich, Varg, entre outras, passando por países como Dinamarca, Reino Unido, Eslováquia, França, Alemanha, Áustria, Holanda e Itália, entre os meses de fevereiro e março. No início de 2012, o grupo anunciou sua passagem pelo Brasil, para a realização de pelo menos três shows, sendo um em São Paulo, outro em Curitiba e outro em Belo Horizonte. Na mesma época, o grupo foi confirmado como uma das atrações para o festival Graspop Metal Meeting, na Bélgica, apresentando-se ao lado de grandes nomes do heavy metal, como Sepultura, Cavalera Conspiracy, Monster Magnet, Iced Earth, Scorpions, Volbeat, Ozzy Osbourne, Epica, Spiritual Beggars, Moonspell, Judas Priest, Whitesnake, Amorphis, Kreator entre outras. Também foi escalado para apresentar-se no Metalfest Open Air 2011, um festival itinerante, passando pela Alemanha, Áustria e Suíça. Na Alemanha, o Arkona foi ainda escalado para apresentar-se no Summer Open Air, em julho de 2011, ao lado de bandas como Samael, Cavalera Conspiracy, Bullet For My Valentine, Hatebreed, Agnostic Front, entre outras. A banda também foi incluída no Metalcamp 2011, festival itinerante que acontece no verão europeu, passando por países como Alemanha, Áustria, Luxemburgo, Eslovênia, Polônia, entre outros. Por ocasião deste festival, o Arkona foi escalado para apresentar-se com bandas como Accept, Alestorm, Amorphis, Blind Guardian, Brujeria, entre outros.
Ainda em 2011, o Arkona concluiu uma turnê de 36 dias pelo Canadá, Estados Unidos e México. No ano seguinte, 2012, um concerto especial, para comemorar os dez anos de carreira da banda, foi realizado em Moscou, em 11 de fevereiro, evento que foi seguido de uma turnê, que incluiu concertos com a banda Dalriada, da Hungria (antiga banda Echo Of Dalriada) e Darkest Era, bem como uma aparição no festival 70,000 Tons of Metal. Em outubro de 2013, a banda interrompeu as gravações de estúdio para a realização de uma turnê americana, agora como a atração principal.
Em 2014, o Arkona anunciou, em sua página no Facebook, que o baterista Vlad Sokolov estava deixando a banda, citando razões pessoais, no que foi a primeira mudança de integrantes no grupo, em dez anos. Andrey Ishchenko se juntou ao grupo, como novo baterista. No mesmo ano, em abril, o Arkona lançou o álbum Yav.
Os álbuns do Arkona têm sido continuamente aclamados pela crítica e a banda já é considerada uma das melhores da Rússia, sendo considerada uma das melhores do estilo pagan metal .

## 2018 e Além

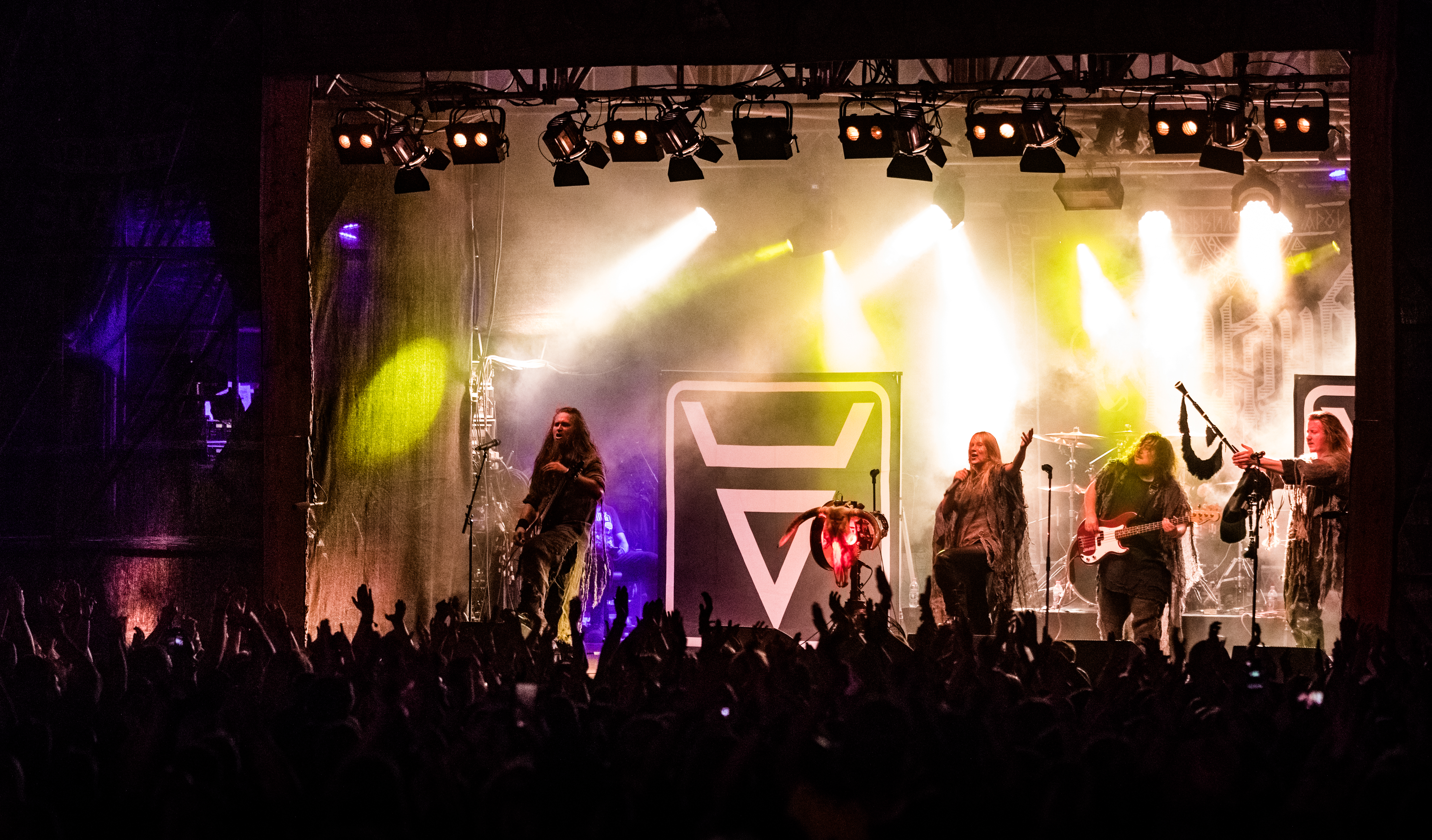
Arkona ao vivo no festival Wacken Open Air 2018

Em 2018, o Arkona se apresentou no festival europeu Wacken Open Air, na Alemanha, um dos maiores eventos de heavy metal existentes. Assim, o Arkona foi a primeira banda da Rússia a se apresentar no festival. Para a edição de 2019 do mesmo festival, a banda foi novamente confirmada, como uma das atrações entre os grupos de folk metal, a se apresentar ao lado de bandas como Sepultura, do Brasil, Apocalypse Orchestra, da Suécia, Camican, do México, Eluveitie, da Suíça, Korpiklaani, da Finlândia, e Skiltron, da Argentina, entre várias outras. Segundo os próprios organizadores do festival, isto evidencia que o Arkona conseguiu arregimentar uma grande quantidade de fãs ao redor do mundo, mesmo executando as músicas em seu idioma natal.

## Integrantes

### Atuais
- Masha "Scream" Archipova – vocal, teclado, percussão e berimbau de boca
- Sergey "Lasar" – guitarra elétrica, guitarra acústica, balalaica e berimbau de boca
- Ruslan "Kniaz" – baixo
- Vladimir Cherepovsky - gaitas de foles, lira, flauta e ocarina
- Ischenko Andrey bateria

### Ex-integrantes
- 2002-2003 – Aleksandr "Warlock" Koroljov - bateria
- 2002-2003 – Eugene Borzov  - baixo
- 2002-2003 – Eugene Kniazev - guitarra
- 2002-2003 – Ilia Bogatiriov - guitarra
- 2002-2003 – Olga Loginova - teclado
- 2003-2004 – Alexei "Lesiar" Agafonov – guitarra e vocal
- 2002-2014 - Vladimir "Artist" Sokolov– bateria

## Discografia
- 2002 – Rus (demo)
- 2004 – Vozhrozhdenie
- 2004 – Lepta
- 2005 – Vo Slavu Velikim!
- 2006 – Zhizn Vo Slavu… (ao vivo)
- 2007 – Ot Serdtsa K Nebu
- 2009 – Noch Velesova (ao vivo)
- 2009 – Poem Vmeste (compilação)
- 2009 – Goi, Rode, Goi!
- 2011 – Stenka na Stenku (EP)
- 2011 – Slovo
- 2012 – Battle in Voronezh (concert)
- 2013 – Acoustics (compilation)
- 2013 – Поём Вместе II (backing tracks)
- 2013 – Decade of Glory
- 2014 – Yav
- 2016 – Pod mechami (single)
- 2016 – Vozhrozhdenie (Reissue)
- 2016 – Khram
- 2023 - Kob'

## Videografia
DVDs
- Zhizn Vo Slavu (2006)
- Noch Velesova (2009)